# Mahlsdorf (Salzwedel)
Mahlsdorf ist eine Ortschaft und ein Ortsteil der Hansestadt Salzwedel im Altmarkkreis Salzwedel in Sachsen-Anhalt.

## Geographie

### Lage
Das altmärkische Haufendorf Mahlsdorf, ein früheres Straßendorf, liegt etwa acht Kilometer südöstlich von Salzwedel am Benkendorfer Vorfluther (Fließgraben) und am Mahlsdorfer Graben.

### Ortschaftsgliederung
Die Ortschaft Mahlsdorf besteht aus den Ortsteilen Mahlsdorf und Maxdorf.

## Geschichte

### Mittelalter bis Neuzeit

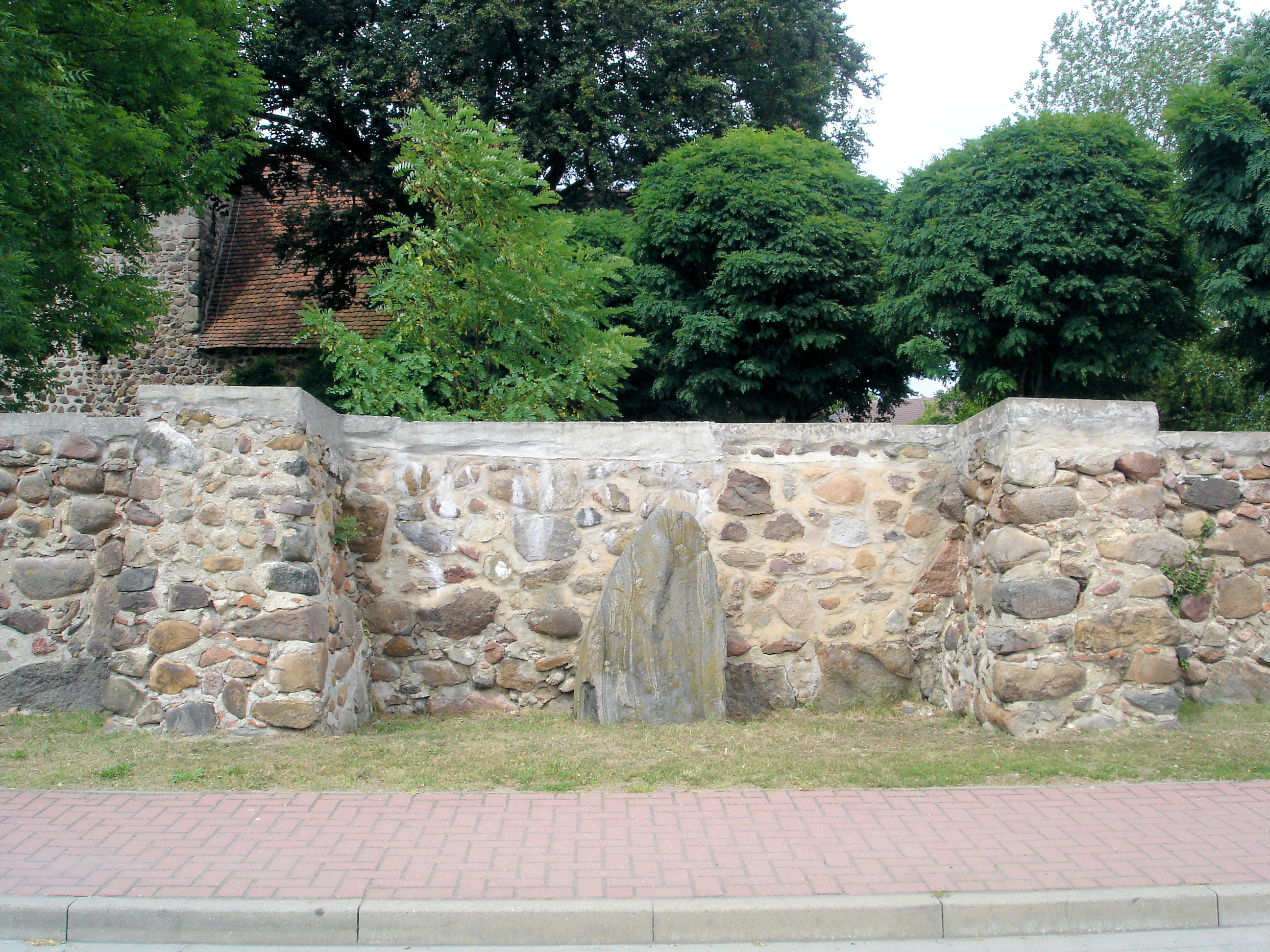
Muldenstein vor der Kirche

Im Jahre 1247 wurde ein Helmvico de malestorp in einer bei Werbellin ausgestellten Urkunde über die Stadt Salzwedel genannt.
Die Herren von Mahlsdorf gehörten somit 1247 zu den Begründern der Neustadt von Salzwedel. Spekuliert wird auch, dass diese Familie im Zuge der Ostkolonialisierung auch den heutigen Stadtteil von Berlin, Berlin-Mahlsdorf, begründete.
Ein Jahr später erschien ein Helmwicus de Malestorp als Zeuge in einer in Salzwedel ausgestellten Urkunde.
Die erste urkundliche Erwähnung Mahlsdorfs stammt aus dem Jahr 1279 als Malstorp, als Otto und Albrecht Markgrafen von Brandenburg dem Nonnenkloster in Diesdorf zehn Wispel jährlicher Einkünfte aus dem Dorf schenkten, dazu die halbe Vogtei über drei Höfe und 6 Kossaten. Im Jahre 1335 heißt es: villa malstorppe.
Im Landbuch der Mark Brandenburg von 1375 wird der Ort als Malestorp und Molestorp  aufgeführt. Weitere Nennungen sind: 1541 Malsdorf, 1585 Dorf Malßdorff, 1608 Mahlstörpf und 1687 Mahlstorff.
An der Dorfstraße befanden sich dann später 16 Vollhöfe. Durch den Ort führte die Handelsstraße Braunschweig-Salzwedel. In der Mitte des 19. Jahrhunderts wurde dann die Landstraße Magdeburg-Salzwedel, die heutige Bundesstraße 71, durch den Ort verlegt.

### Vorgeschichte
Auf eine wesentlich ältere Geschichte des Ortes deutet der Name hin. Der Wortteil 'Mal' wurde auch für frühzeitliche Kultstätten verwendet. Weitere Hinweise, die die Vermutung erhärten, dass sich an dem Ort wo heute die Kirche steht eine alte Kultstätte befand, liefern die um die Kirche herum angeordneten Steine, unter denen sich früher auch ein Muldenstein in Form eines Stuhls befand, der aber leider zwischenzeitlich entwendet wurde. Über das Alter der Kultstätte kann nur spekuliert werden.

### Eingemeindungen
Ursprünglich gehörte das Dorf zum Arendseeischen Kreis der Mark Brandenburg in der Altmark. Zwischen 1807 und 1813 lag es im Landkanton Salzwedel auf dem Territorium des napoleonischen Königreichs Westphalen. Ab 1816 gehörte die Gemeinde zum Kreis Salzwedel, dem späteren Landkreis Salzwedel.
Am 20. Juli 1950 wurde die Gemeinde Maxdorf aus dem Landkreis Salzwedel nach Mahlsdorf eingemeindet. Am 25. Juli 1952 kam Mahlsdorf zum Kreis Salzwedel. Stappenbeck gehörte zusammen mit seinem Ortsteil Buchwitz vom 1. Januar 1974 bis zum 30. April 1990 als Ortsteil zu Mahlsdorf. Am 1. Juli 1994 wurde die Gemeinde Mahlsdorf dem Altmarkkreis Salzwedel zugeordnet.
Die Gemeinde Mahlsdorf wurde schließlich am 1. Januar 2003 nach Salzwedel eingemeindet. Gleichzeitig entstand die Ortschaft Mahlsdorf innerhalb der Hansestadt Salzwedel mit den Ortsteilem Mahlsdorf und  Maxdorf.

### Einwohnerentwicklung

#### Gemeinde
| Jahr | Einwohner |
| ---- | --------- |
| 1734 | 118       |
| 1774 | 116       |
| 1789 | 112       |
| 1798 | 132       |
| 1801 | 113       |
| 1818 | 148       |
| 1840 | 246       |
| 1864 | 285       |
| 1871 | 277       |
| 1885 | 313       |
| 1892 | [00]293   |

| Jahr | Einwohner |
| ---- | --------- |
| 1895 | 305       |
| 1900 | [00]302   |
| 1905 | 294       |
| 1910 | [00]322   |
| 1925 | 333       |
| 1939 | 371       |
| 1946 | 582       |
| 1964 | 514       |
| 1971 | 465       |
| 1981 | 753       |
| 1993 | 655       |

Quelle bis 1993, wenn nicht angegeben:

#### Ortsteil
| Jahr | Einwohner |
| ---- | --------- |
| 2005 | [0]335    |
| 2010 | [0]295    |
| 2014 | [00]278   |
| 2015 | [00]271   |
| 2020 | [00]267   |
| 2021 | [00]271   |
| 2022 | [00]285   |
| 2023 | [0]278    |

## Religion
Die evangelische Kirchengemeinde Mahlsdorf, die früher zur Pfarrei Stappenbeck gehörte, wird heute betreut vom Pfarrbereich Apenburg im Kirchenkreis Salzwedel im Bischofssprengel Magdeburg der Evangelischen Kirche in Mitteldeutschland.
Die ältesten überlieferten Kirchenbücher für Mahlsdorf stammen aus dem Jahre 1756.
Die katholischen Christen gehören zur Pfarrei St. Laurentius in Salzwedel im Dekanat Stendal im Bistum Magdeburg.

## Politik

### Ortsbürgermeister
Holger Schulz ist seit 2017 Ortsbürgermeister der Ortschaft Mahlsdorf. Sein Vorgänger war Hartmut Beierlein.

### Ortschaftsrat
Bei der Ortschaftsratswahl am 9. Juni 2024 errang die „Wählergemeinschaft Mahlsdorf und Maxdorf“ alle 5 Sitze, genau wie bei der Wahl 2019.
Es wurden zwei Frauen und drei Männer gewählt. Von 274 Wahlberechtigten hatten 189 ihre Stimme abgegeben, die Wahlbeteiligung betrug damit 68,98 Prozent.

## Kultur und Sehenswürdigkeiten

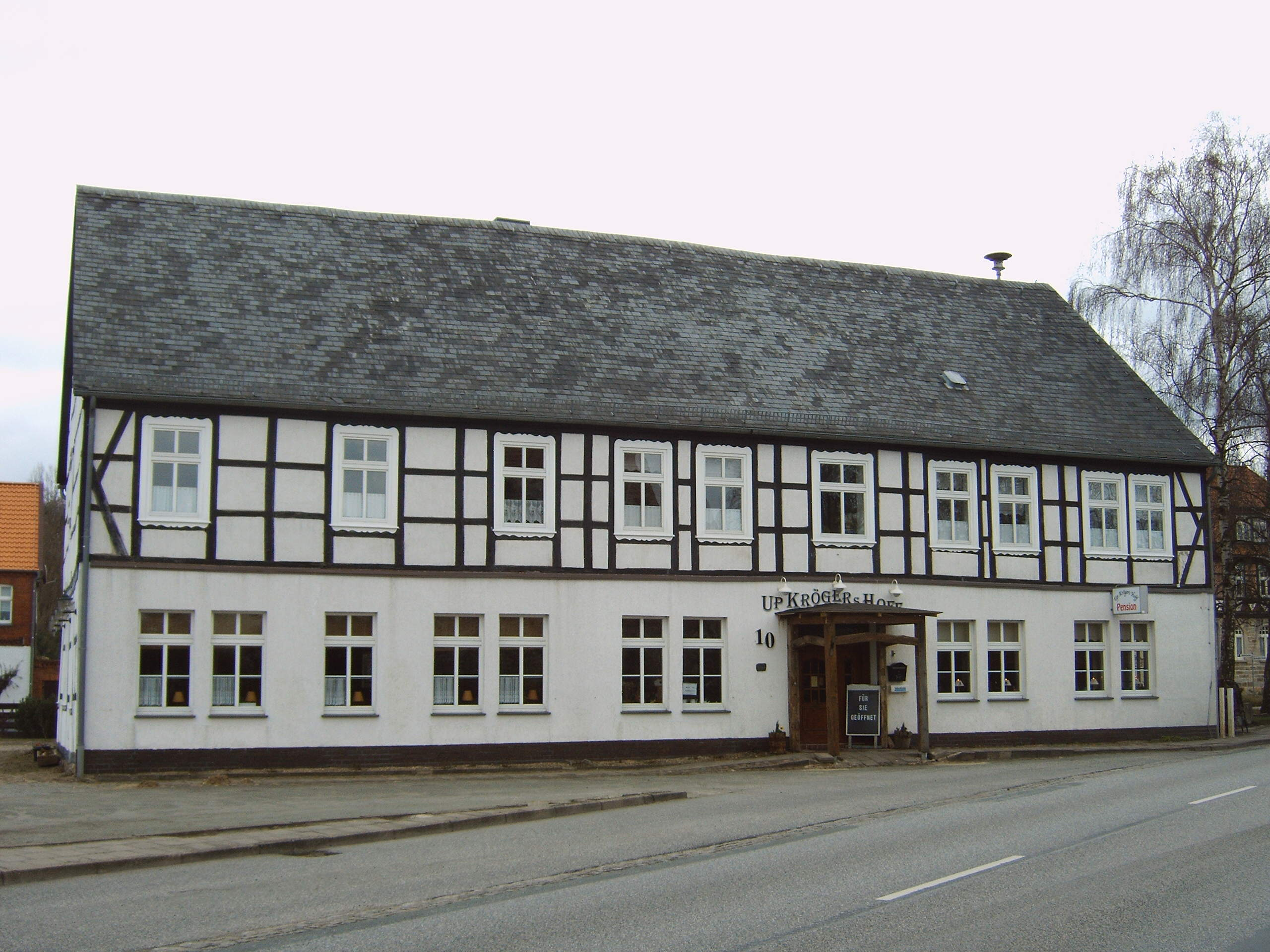
Fachwerkhaus in der Ortsmitte von Mahlsdorf

- Die evangelische Dorfkirche Mahlsdorf ist ein romanischer Feldsteinbau aus dem Ende des 12. Jahrhunderts mit einem niedrigen Westquerturm.[7]
- Der Ortsfriedhof ist auf dem Kirchhof.
- In Mahlsdorf steht an der Kirche ein Denkmal für die Gefallenen des Ersten Weltkrieges.[24]

## Umwelt

### CO2-Speicherung
Auf dem Gelände von Maxdorf planten die Energieunternehmen Vattenfall und GDF Suez die Speicherung von CO2 aus Braunkohlekraftwerken in der Lausitz. Gegen die Pläne gab es Proteste einer Bürgerinitiative. Seit 2012 wird das „Forschungsprojekt Enhanced Gas Recovery in der Altmark nicht aktiv weiterverfolgt“.